# St. Trinitatis (Liebenburg)

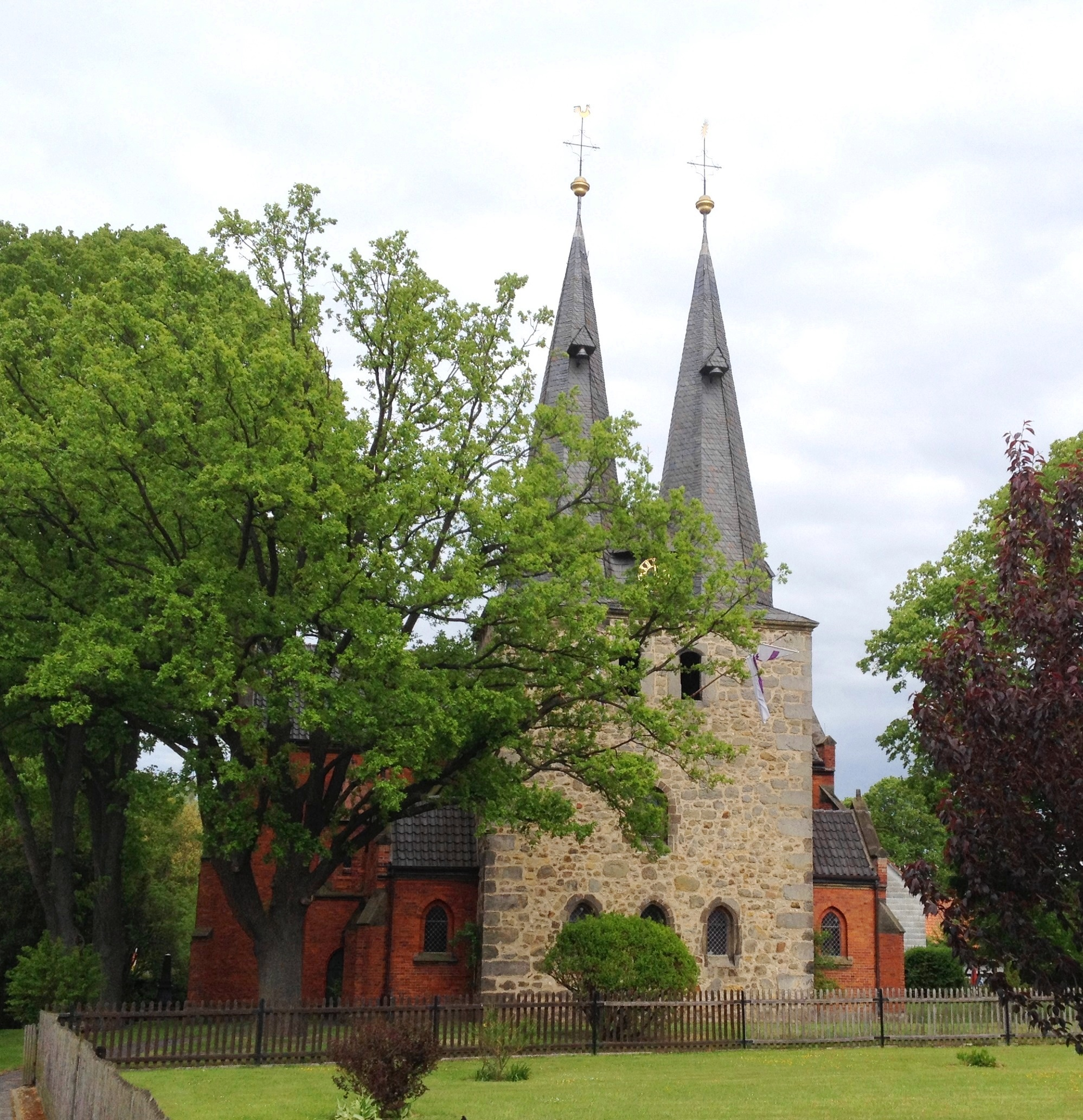
St. Trinitatis von Westen

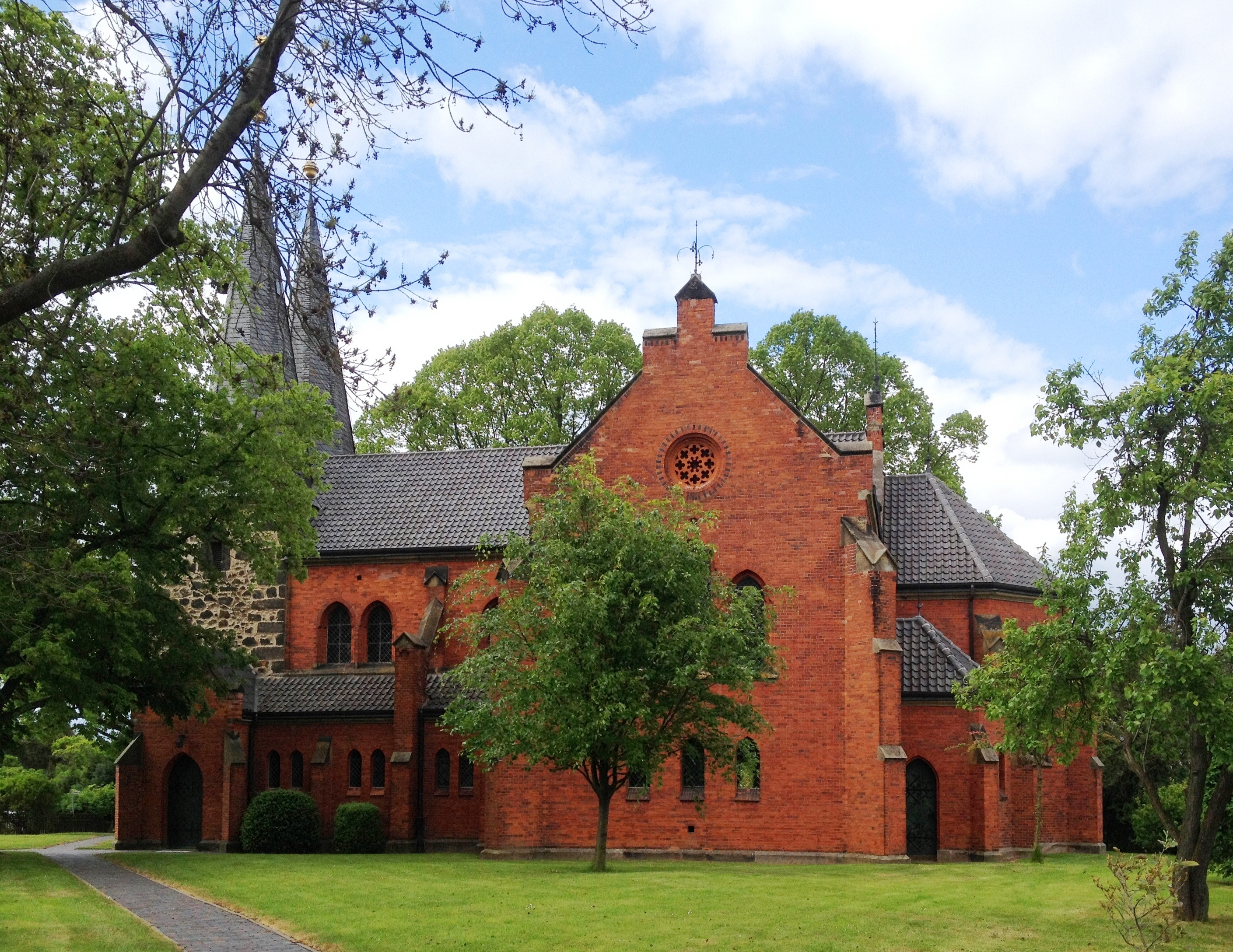
Südansicht

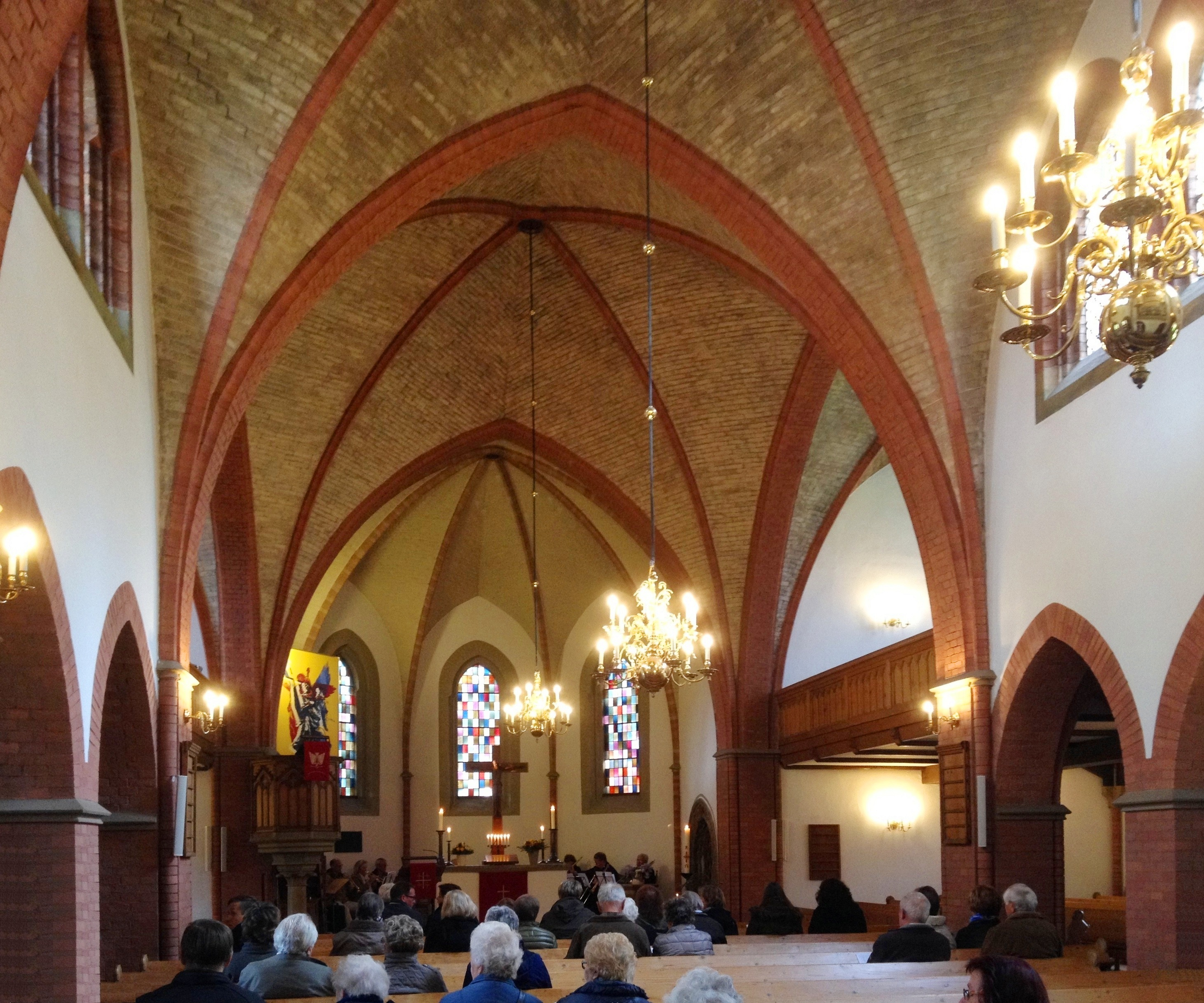
Inneres

Die Kirche St. Trinitatis ist die evangelisch-lutherische Kirche in Liebenburg im niedersächsischen Landkreis Goslar. Sie wurde, unter Einbeziehung eines mittelalterlichen Westriegels, 1862/63 nach Plänen von Conrad Wilhelm Hase als neugotischer Backsteinbau errichtet.

## Geschichte
Die Kirche steht im einstigen Dorf Lewe, dessen früheste schriftliche Erwähnung von 1131 stammt und das zum Hochstift Hildesheim gehörte. Es wurde zum Namensgeber der Lewenborch (Liebenburg), die Bischof Siegfried II. ab 1292 auf dem einige hundert Meter westlich des Dorfes gelegenen Höhenzug baute. Unterhalb des Burgbergs entstand in der Folgezeit eine Siedlung von Bediensteten, die Burgfreiheit Liebenburg. Als diese Siedlung mit dem alten Lewe zusammenwuchs und 1937 mit ihm vereinigt wurde, ging ihr Name auf den gesamten Ort über. Die historische Dorfkirche liegt dadurch am Ostrand des heutigen Liebenburg.
Am Westriegel der Kirche findet sich das Wappen der Familie von Schwicheldt mit der Jahreszahl 1518. Der Kern des Bruchsteinbauwerks dürfte jedoch älter sein und auf eine hochmittelalterliche Gründung zurückgehen. Die früheste urkundliche Erwähnung der Kirche ist von 1305.
Lewe und das Umland kamen 1523 als Folge der Hildesheimer Stiftsfehde unter braunschweig-lüneburgische Herrschaft. 1568 wurde die lutherische Reformation eingeführt. Nach der Wiederherstellung des Großen Stifts Hildesheim im Jahr 1643 wurde auf dem Burgberg eine neue fürstbischöfliche Schlossanlage mit einer katholischen Schlosskirche errichtet; die Dorfkirche blieb jedoch lutherisch.
Das Bevölkerungswachstum des 19. Jahrhunderts machte es notwendig, die alte Kirche durch einen größeren Neubau zu ersetzen. Mit dem Entwurf wurde der königliche Baurat und Konsistorialbaumeister Conrad Wilhelm Hase betraut, ein prägender Vertreter der Neugotik in Norddeutschland. Die Kirche wurde am 8. November 1863 feierlich eingeweiht. Hase hielt sich während der Bauzeit mehrfach in Liebenburg auf. Als seine Frau 1865 starb, heiratete er zwei Jahre später die Liebenburgerin Ottilie Franziska Annette Amalie Berckelmann.

## Bau
Hase ließ dem alten Westriegel zwei schiefergedeckte Kegelhelme aufsetzen, sodass der Eindruck einer Doppelturmfassade entsteht. Das Langhaus konzipierte er als kreuzförmige Basilika mit schmalen Seitenschiffen, Strebewerk, einer polygonalen Apsis und Emporen in den Querhausarmen. Der sparsame Architekturschmuck ist von der norddeutschen Backsteingotik inspiriert. Den Innenraum überspannen tief herabgezogene Kreuzrippengewölbe.

## Ausstattung
Altarkruzifixus, Kanzel und Emporenbrüstungen stammen aus der Erbauungszeit der Kirche. Moderne Akzente setzen die Liebenburger Dornenkrone (1981) an der Westwand und der Auferstehungsengel mit Kreuz (1996) an der nördlichen Apsiswand, beide von Gerd Winner. Die Orgel mit 16 Registern baute die Firma Hammer 1983 unter Verwendung von drei Registern der Heyder-Orgel von 1863.